# Caitlin Cronin
Caitlin Cronin (* 22. März 1995 in Brisbane) ist eine australische Ruderin. 2021 wurde sie Olympiadritte im Doppelvierer.

## Sportliche Karriere
Caitlin Cronin belegte bei den U23-Weltmeisterschaften 2016 den sechsten Platz mit dem Doppelvierer. In ihrem letzten Jahr im U23-Bereich gewann sie bei den U23-Weltmeisterschaften 2017 Silber mit dem Doppelvierer. 
Caitlin Cronin trat 2017 auch bei den Weltmeisterschaften in der Erwachsenenklasse an und belegte den sechsten Platz mit dem Doppelvierer. 2018 in Plowdiw wurde der australische Doppelvierer als Sieger des B-Finales Siebter in der Gesamtwertung.
Bei der letzten Qualifikationsregatta für die Olympischen Spiele in Tokio, die im Mai 2021 in Luzern ausgetragen wurde, sicherten sich Ria Thompson, Rowena Meredith, Harriet Hudson sowie Caitlin Cronin als Siegerinnen das Olympiaticket. Bei der olympischen Regatta in Tokio belegten die Australierinnen im Vorlauf den vierten Platz und gewannen dann den Hoffnungslauf. Im Finale siegten die Chinesinnen vor den Polinnen und den Australierinnen. Bei den Olympischen Spielen 2024 in Paris belegte der australische Doppelvierer mit Thompson, Meredith, Laura Gourley und Cronin den achten Platz.
Die Ingenieursstudentin ruderte 2021 für die University of Queensland.